# Max ne se mariera pas
Max ne se mariera pas è un cortometraggio del 1910 diretto da Lucien Nonguet.

## Trama
Max è felice, perché ha ricevuto l'invito per una cena con la sua fidanzata ed i futuri suoceri. Per fare bella figura, si ferma dal fornaio per comprare un dono da portare alla cena. Max, mentre sta per uscire dalla bottega, gli si appiccica ad una scarpa un foglio di carta moschicida che poco prima il fornaio aveva messo per le troppe mosche in bottega. Il fornaio, per aiutarlo, lo fa sedere e gli toglie il foglio appiccicoso; ma andandosene Max si accorge di averne un altro di dietro. Aiutato sempre dal fornaio, finalmente Max esce ma non si accorge di averne un altro nella manica. Arrivato a casa dei futuri suoceri, consegna il dono alla fidanzata, accorgendosi del foglio appiccicoso. Max tenta di rimuoverlo in tutti i modi, ma gli rimane appiccicato al piede; nonostante ciò va al tavolo per la cena ma ha le mani appiccicose e tutto ciò che tocca, gli si attacca alle mani ed ai piedi. Max cerca di fare l'indifferente, ma ad un certo punto la situazione precipita litigando con il futuro suocero, che lo butta fuori di casa.